# Myandra bicincta
Myandra bicincta là một loài nhện trong họ Gnaphosidae.
Loài này thuộc chi Myandra. Myandra bicincta được Eugène Simon miêu tả năm 1908.